# HD 145250
HD 145250，又名CD-2912343，SAO 184197、HR 6017，是一颗恒星，视星等为5.13，位于銀經346.81，銀緯15.99，其B1900.0坐标为赤經16h 4m 49.1s，赤緯-29° 15.99′ 8″。